# 普罗克特环形山
普罗克特环形山（Proctor）是月球正面南半部一座古老的大撞击坑残迹，约形成于45.5-39.2亿年前的前酒海纪，其名称取自二十世纪美国女天文作家玛丽·普罗克特（Mary Proctor，1862年-1957年），1935年被国际天文学联合会批准接受。

## 描述

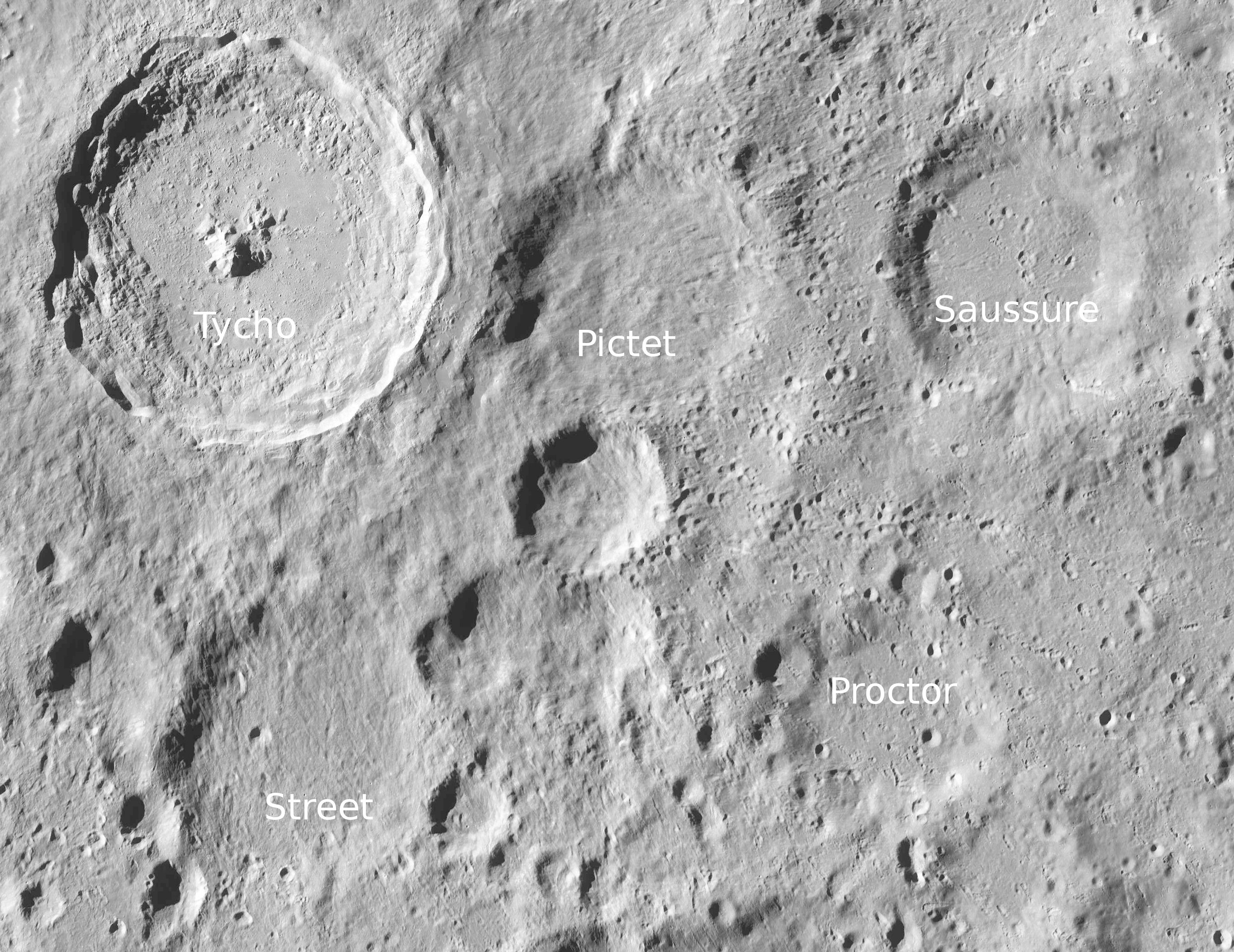
普罗克特环形山的周边，月球勘测轨道飞行器拍摄。

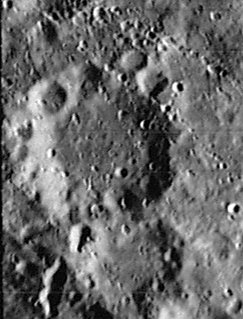
普罗克特环形山，月球轨道器4号拍摄。

普罗克特环形山坐落在突出的第谷坑东南，西侧毗邻斯特里特环形山、西北靠近皮克泰环形山、索绪尔环形山坐落在它的北面，东面则是利切蒂环形山，而巨大的环壁平原-马吉尼环形山就横亘在它的南面。该陨坑中心月面坐标为46°26′S 5°02′E / 46.43°S 5.04°E，直径47.6公里，深度约1.98公里。
该陨坑外观呈多边形状，坑壁已被严重侵蚀和磨损，现已变成一圈环坑底的低矮而不规则的隆起山脊，西半侧大部分坑壁显示覆盖了包括卫星坑"普罗克特 D"在内的众多小撞击坑。该陨坑坑壁平均高出周边地形1100米，内部容积约1789公里³。坑底表面大致平坦，仅散布有一些细小的陨石坑。

## 卫星陨石坑
按惯例，最靠近皮克泰环形山的卫星坑将在月图上以字母标注在它的中心点旁边。

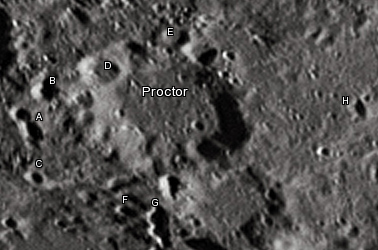
戴维·坎贝尔图片

| 皮克泰 | 纬度    | 经度   | 直径    |
| ------ | ------- | ------ | ------- |
| A      | 47.0° S | 6.7° W | 8 公里  |
| B      | 46.4° S | 6.7° W | 8 公里  |
| C      | 47.7° S | 6.6° W | 5 公里  |
| D      | 46.1° S | 6.0° W | 12 公里 |
| E      | 45.4° S | 5.1° W | 8 公里  |
| F      | 47.7° S | 5.2° W | 7 公里  |
| G      | 47.7° S | 4.8° W | 7 公里  |
| H      | 45.7° S | 2.5° W | 5 公里  |